# 鏡の向こう側
「鏡の向こう側」（かがみのむこうがわ、原題 : "It Takes You Away"）は、イギリスのSFドラマ『ドクター・フー』の第11シリーズ第9話。脚本はエド・ハイム、監督はジェイミー・チャイルズが担当し、2018年12月2日に BBC One で初放送された、視聴者数は642万人で、批評家からは一般に肯定的なレビューを受けた。

## あらすじ
2018年のノルウェー。13代目ドクター（演:ジョディ・ウィテカー）、グレアム・オブライエン（演:ブラッドリー・ウォルシュ）、ライアン・シンクレア（演:トシン・コール）、ヤズミン・カーン（演:マンディップ・ギル）は盲目の少女ハンナ（演:エリナ・ウォールワーク）と出会い、行方不明になった彼女の父親を捜索する。捜索の過程でドクターは鏡が異世界への入り口になっていることを突き止め、鏡をくぐって時空間の干渉地帯であるアンチゾーンを通り、ソリトラクトと呼ばれる存在が支配する異世界で父親のエリック（演:クリスチャン・リューベック）を発見する。エリックは死別したはずの妻とこの世界で生活しており、ドクターに同行したグレアムも「新生ドクター、地球に落ちる」で転落死したグレース（演:シャロン・D・クラーク）と再会する。ソリトラクトは宇宙創世の時代に別世界へ排斥された意識体であり、ソリトラクトが現実宇宙に干渉しつつあることで両方の世界が破滅を迎えようとしていた。

### 連続性
ヤズは調査中に極性を反転させることをドクターに提案している。これはクラシックシリーズで3代目ドクターが頻繁に口にしていたフレーズで、新シリーズでは「ドクターの日」（2013年）で10代目ドクターと11代目ドクターが時空の亀裂の極性を反転させていた。

## 放送と反応
| 専門評論家によるレビュー           | 専門評論家によるレビュー |
| レビュー・スコア                   | レビュー・スコア         |
| 出典                               | 評価                     |
| ---------------------------------- | ------------------------ |
| エンターテインメント・ウィークリー | B                        |
| デイリー・ミラー                   | [ 4 ]                    |
| メトロ                             | [ 5 ]                    |
| ニューヨーク・マガジン             | [ 6 ]                    |
| ラジオ・タイムズ                   | [ 7 ]                    |
| The A.V. Club                      | A-                       |
| デイリー・テレグラフ               | [ 9 ]                    |
| インデペンデント                   | [ 10 ]                   |
| TV Fanatic                         | [ 11 ]                   |

「鏡の向こう側」のその晩の視聴者数は507万人、番組視聴占拠率は25.1%で、イギリスの全チャンネルにおいてその晩では5番目、その週では27番目に多い視聴者数を記録した。合計視聴者数は642万人で、イギリスの全チャンネルにおいてその週で22番目に多く視聴された番組になり、Audience Appreciation Index のスコアは80に達した。